# Сидни Джордж Хопкинс
Сидни Джордж Хопкинс (на английски: Sydney George Hopkins) е английски писател на бестселъри в жанра биографичен роман. Пише под псевдонима Фин (на английски: Fynn).

## Биография и творчество
Сидни Джордж Хопкинс е роден на 26 март 1919 г. в Лондон, Англия. Учи в местната езикова гимназия „Купър Къмпани Колидж“, където получава прякора „Черният рицар“. След гимназията работи в петролна компания с намерението да стане агрохимик. В периода 1935-1939 г. общува с малката Ана, която загива в автомобилна катастрофа. Депресиран от смъртта ѝ той претърпява инцидент в Северен Девън (версиите за него са от падане от скала, самолетна катастрофа, удар от врата на влак, и др.). От инцидента получава травма на гръбнака, фобия от падане и хронично безсъние, за което е лекуван в санаториума „Finchden Manor“ в Тентърдън, Кент, при психиатъра д-р Лайуд (случаят му е описан в книгата на лекаря – „Mr Lyward's Answer“).
През 1970 г. се жени за Джил Крауфорд-Бенсън, медицинска сестра в санаториума. След брака двойката се премества в Тонтън, Съмърсет, където той работи като компютърен програмист. Едновременно започва да пише романизираните си спомени от отношенията му с малката Ана.
Първият му роман „Мистър Бог, тук е Ана“ е публикуван приз 1974 г. под псевдонима Фин. Той става бестселър и го вдъхновява да напише още две книги – „Книгата на Ана“ и „Ана и Черния рицар“. Илюстратор на книгите е карикатуриста и писател Уилиам Папас. До смъртта на писателя истинската му самоличност не е оповестена.
Сидни Джордж Хопкинс умира на 3 юли 1999 г. в Тоунтън, Съмърсет. На гроба му има следната епитафия – „Нека това, което може да се намери в славата на Бога да се намери“ и знак представляващ два съединени пръстена.

## Произведения

### Серия „Ана“ (Anna)
1. Mister God, this is Anna (1974)
Мистър Бог, тук е Ана, изд. „Аквариус“ (2010), прев. Ева Йорданова
2. Anna's Book (1986)
Книгата на Ана, изд. „Аквариус“ (2010), прев. Ева Йорданова
3. Anna and the Black Knight (1990)
Ана и Черния рицар, изд. „Аквариус“ (2010), прев. Ева Йорданова